# Đurađ I Balšić
Đurađ I Balšić (en serbio: Ђурађ I) fue el señor de Zeta desde 1362 hasta el 13 de enero de 1378. Era el mayor de los tres hijos de Balša I, y pertenecía a la familia Balšić.

## Gobierno
Đurađ era el hijo mayor de Balša, un miembro de la baja nobleza serbia que poseía un pueblo durante el reinado del emperador Esteban Dušan (1331-1355), de quien se decía ser «pariente de la dinastía Nemanjić». Su familia comenzó a tomar la región de la Baja Zeta en algún momento después de la muerte de Dušan en 1355. En 1362 asesinaron a Đuraš Ilijić quien era el señor de la Alta Zeta, y los Balšićs fueron a partir de ese momento reconocidos como Oblastni Gospodari (señores) de Zeta, como es evidente en las cartas de Uroš V (1355-1371), el sucesor de Dušan.

### Campaña contra Carlos Topia
En 1363, Đurađ declaró la guerra a los Topia, una noble familia albanesa que controlaba el norte de Albania. Los Matarango, otra noble familia albanesa que controlaba el sur de Albania, se alió con los Balšić como resultado de una disputa con los Topia en el sur. En la primavera de 1364, Carlos Topia tomó a Đurađ cautivo luego de una escaramuza, poniendo fin a su participación en la guerra. Đurađ Balšić permaneció prisionero hasta 1366 cuando la República de Ragusa medio la paz y procuró su liberación.
En enero de 1368, un documento ragusano registra que los tres hermanos Balšić: Stracimir, Đurađ y Balša II, se estaban preparando para una campaña contra Topia. Estaban acampados en el río Mat, desde el cual las tierras de Carlos yacían al sur. El enfrentamiento fue aparentemente a pequeña escala ya que dos meses más tarde Carlos no tuvo dificultades en capturar Dirraquio de los Anjou.

### Sitio de Kotor
Con la esperanza de adquirir la soberanía sobre la ciudad de Kotor, Đurađ le había hecho la guerra en 1368. Kotor, como resultado de la guerra, sufría un declive económico. La aceptación del dominio Balšić tampoco iba a ayudarla económicamente. Los habitantes resistieron el asalto después de saber que la ciudad de Bar pagaba un tributo anual de dos mil ducados a Đurađ. La ciudad buscó la ayuda de Nikola Altomanović, un importante noble en el norte de Serbia, pero después de su gran derrota en Kosovo, pudo proporcionar un mínimo apoyo. Kotor luego buscó la ayuda del emperador Uroš V y la República de Venecia. Ninguno proporcionó la ayuda necesaria ya que Venecia estaba preocupada únicamente de sus barcos de guerra que estaban en el mar Adriático. De hecho, Venecia escribió a Uroš en 1368, quejándose de que las embarcaciones armadas serbias que estaban en el Adriático, citando Bar, Budva y Ulcinj, las atacaban. También indicó que esto era también una violación del tratado serbo-véneto y amenazaron con tratar a esas naves como barcos piratas. Sin embargo, el emperador serbio respondió a esta carta, indicando que esas naves de las que Venecia se quejaba pertenecían a Đurađ Balšić, el señor de Zeta.
Uroš no estaba contento con las acciones de Đurađ dirigidas contra Kotor, que estaba bajo su soberanía. Concluyendo que era un rebelde, la corte serbia afirmó no tener ningún tipo de responsabilidad por cualquier acción de Balšić que pudiera violar el tratado serbo-véneto.
En 1369, Đurađ sitio nuevamente Kotor, que, sin tener otra elección, se volvió hacia el Reino de Hungría por apoyo y buscó la soberanía húngara. Hungría envió a un noble de Zadar para ocupar la ciudad. Esta acción únicamente aumento los problemas de sus ciudadanos, ya que perdieron sus privilegios comerciales con Serbia por un tiempo, causando un gran desastre económico. En la primavera de 1370, probablemente a través de la intervención veneciana, Đurađ había hecho la paz con la ciudad. Sin embargo, en ese mismo año, Nikola Altomanović atacó la ciudad.

### Campaña contra Nikola Altomanović

Zeta en tiempos de Stracimir y Đurađ I Balšić. A) Territorios de Balšić ; B) Conquistas temporales.

En 1371, Đurađ anunció a la República de Ragusa que él, Vukašin Mrnjavčević y su hijo, Marko, junto con sus ejércitos, estaban en Escútari, preparaban un ataque contra Nikola Altomanović. Ragusa apoyo su campaña proporcionando barcos para transportar hombres y suministros, ya que esta empresa estaba en los intereses de Ragusa. Sin embargo, la campaña no se realizó ya que Vukašin y Marko fueron a ayudar su pariente, Jovan Uglješa, en una expedición contra los turcos, que terminó en desastre total, Vukašin y Uglješa y su ejército fue aniquilado en la batalla de Maritza. El noble serbio Lazar Hrebeljanović y el Ban de Bosnia Tvrtko I se aliaron para derrotar a Nikola Altomanović. Desesperado por un fuerte aliado, Altomanović inició negociaciones con Đurađ. La mayoría de los historiadores coinciden en que en la conclusión de las negociaciones, Đurađ consiguió las ciudades de Trebinje, Konavle y Dračevica (Herceg Novi) de Altomanović, posiblemente como un soborno para permanecer neutral durante la guerra. Otros historiadores, sin embargo, siguen el relato de Mavro Orbini argumentan que Đurađ nunca llegó a la conclusión de un acuerdo de este tipo, en vez de eso conquistó las ciudades que obtuvo del mismo acuerdo luego que Altomanović fuera derrotado en 1373.

### Edicto
El 30 de noviembre de 1373 o 1375 los hermanos Balšić publicaron un edicto en la República de Ragusa que confirmó las leyes del emperador Uroš V de la dinastía serbia Nemanjić y dio privilegios a los comerciantes raguseos, incluyendo impuestos establecidos. También incluyó una cláusula única, reconociendo la soberanía y la integridad territorial del Imperio serbio a pesar de estar sin un emperador durante años y ninguna forma de autoridad centralizada, cláusula que si alguien se convertiría en el nuevo emperador soberano de los serbios y de la nobleza serbia y las tierras (ако тко буде цар господин Србљем и властелом у земљи српској), todos los puntos serán transferidos de los Balšićs a él. El logoteta de Đurađ, Vitko, fue testigo, así como Dragaš Kosačić. La colectividad de la familia de los Balšićs marcó este sistema feudal únicamente aplicado para su dominio.

### Rivalidad con Marko Mrnjavčević
Después de la batalla de Maritza, Marko, el hijo de Vukašin Mrnjavčević, fue coronado rey y recibió las tierras de su padre. Sin embargo, su amistad con los Balšićs pronto se desmoronó. Esto fue causado por Đurađ, que expulsó en 1371 a su primera esposa Olivera Mrnjavčević, y tomó la ciudad Prizren de Marko. Lazar Hrebeljanović, el gobernante de la Serbia del Morava, conquistó Prístina ese mismo año. Đurađ tomó Peć en 1372, despojando de la mayor parte de sus tierras a Mrnjavčević al norte de los montes Šar.

### Muerte
Đurađ I murió el 13 de enero de 1378 en Skadar. Sin embargo, estudios recientes concluyen que murió en 1379 y no en 1378. El gobierno de Zeta fue transmitido a su hermano menor, Balša II. La muerte de Đurađ causó un gran revuelo entre los vecinos de Zeta. El Ban de Bosnia Tvrtko I anexó los territorios de Balšić que limitaban con Ragusa en 1377, junto con el resto de las tierras costeras de Đurađ entre la bahía de Kotor y el territorio anteriormente anexado en 1377 en el momento de su muerte. Tvrtko aseguró estas posesiones a través de la muerte de Đurađ, liberándose de la preocupación de cualquier contraataque.
Vuk Branković también aprovechó la oportunidad para conseguir territorios de Balšić. Branković envió a sus fuerzas a Metojia y se apoderó de Prizren, junto con el resto de las posesiones de Đurađ en la región.

## Descendencia
Đurađ se casó dos veces: primero se casó con Olivera Mrnjavčević (hija de Vukašin Mrnjavčević) antes de 1364 y después con Teodora Dejanović (hija del déspota Dejan) después de 1371. Tuvo la siguiente descendencia:
- Jelisaveta (fallecida en 1443)
- Gojslava (Goisava) (fallecida en 1398), casada con Radič Sanković, señor de Nevesinje, Popovo Polje y Konavle
- Jevdokija (Eudoxia), casada con Esaú Buondelmonti, déspota de Epiro
- Constantino (Kosta) (fallecido 1402), señor de Krujë
- Đurađ (ilegítimo), su hijo Esteban Strez Balšić casado con Vlajka Castriota (hermana de Skanderbeg) y tuvo dos hijos: Iván y Gojko que en 1444 estaban entre los fundadores de la Liga de Lezhë.